# 阿拉哈巴德大学
阿拉哈巴德大学（University of Allahabad）是印度北方邦普拉亚格拉吉的一所学院制大学、中央大学，1873年建立，属于国家重点研究机构（Institutes of National Importance），号称“东方牛津”。

## 历史

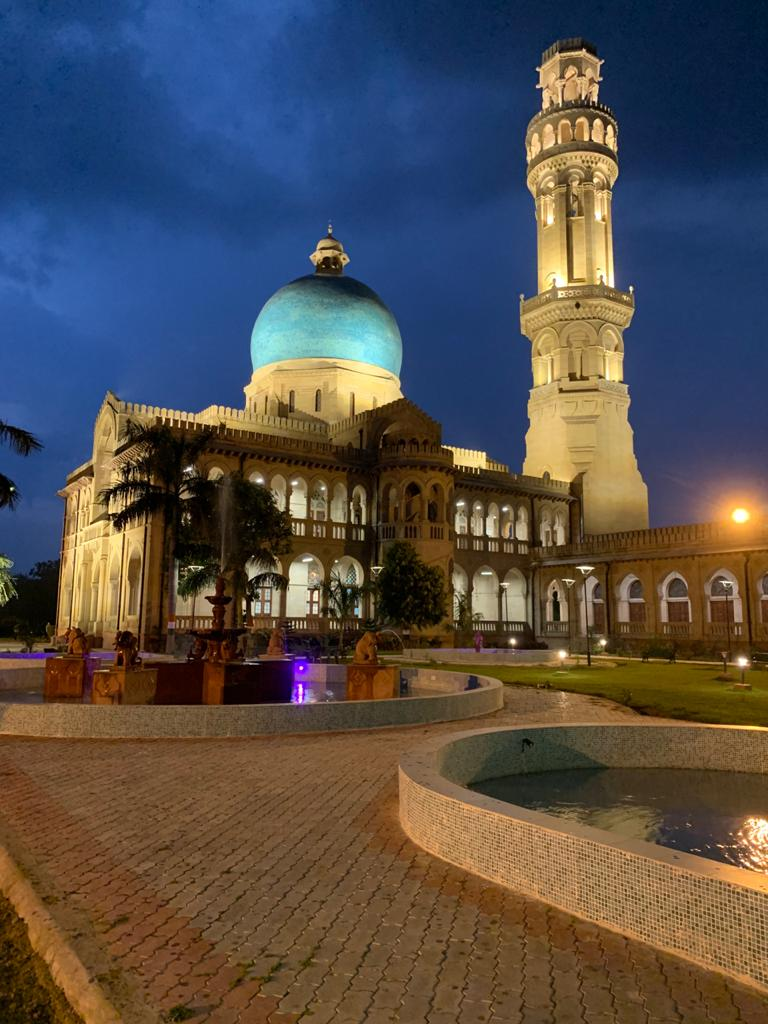
理学院建筑

1873年12月9日，印度总督托马斯·巴林为其前身缪尔中央学院（Muir Central College）奠基，其名来自威廉·缪尔爵士。学院建筑由威廉·爱默生设计。